# Uniwersytet Medyczny „Hipokrate” w Tbilisi
Uniwersytet Medyczny „Hipokrate” w Tbilisi (gruz. თბილისის სამედიცინო სასწავლო უნივერსიტეტი ”ჰიპოკრატე”) – gruziński prywatny uniwersytet medyczny w Tbilisi.

## Wydziały
W Akademii zajęcia prowadzone są na następujących wydziałach:
- Wydział Medycyny,
- Wydział Stomatologii,
- Wydział Farmacji[2].